# Qazi Touqeer
Qazi Touqeer (Cachemira: क़ाज़ी तौक़ीर (devanagari), قاضی توقیر (Nastaleeq)), nacido el 2 de junio de 1985 en Srinagar, es un cantante indio, fue uno de los tres finalistas del evento musical "Fama de Gurukul", uno de los programas de televisión más vistos en la India, conducida por Rex D'Souza y Ruprekha Banerjee. Ha interpretado temas musicales cantados en cachemira e hindi. El 20 de octubre de 2005, ganó su primer premio, junto a Ruprekha Banerjee.
Obtuvo el gran apoyo del público, gracias a las votaciones en "Fama Gurukul," la versión india de "Fame Academy". El presidente de la India, respecto a Qazi Touqeer, declaró que el artista era un héroe de Cachemira. Como resultado del éxito de Qazi, un gran número de jóvenes de Cachemira lo declararon un ídolo de la India, que tuvo lugar en Srinagar, una ciudad de Cachemira.
Él lanzó un nuevo álbum, junto con Ruprekha Banerjee a finales de 2005. Qazi no tenía ningún entrenamiento formal antes de competir en "Fama Gurukul".

## Familia
Qazi padre era un abogado, quien más tarde se convirtió en un sufí. Su madre ea profesora, y su tío: Qazi Rafiq fue un cantante de Cachemira. Ha estudiado en la Escuela del Círculo de Minto en Raj Bagh. El joven creció imitando a los héroes indios de cine en los jardines de Mughal de Srinagar, esto fue publicado frente de una cámara de video en manos de su hermano. 

## Discografía

### Álbumes
| Album Information | Official Singles |
| --- | --- |
| Yeh Pal (as Yeh Pal) - Released: January 1, 2006 (India) - Label: Sony BMG - Peak India Billboard: 1 - India sales: 2,354,353 - RIAA certification: 2x platinum | - 2005: "Yeh Pal" - 2005: "Karu Kya" - 2005: "Hero" - 2005: "Meri Mehbooba" - 2005: "Meri Chudian" - 2005: "Yeh Pal-Remix" - 2005: "Madham Si Chandani" - 2005: "Kehkashan"ha |

## TV presentaciones
| Año  | Título            | Personaje |
| ---- | ----------------- | --------- |
| 2005 | Fame Gurukul      | Himself   |
| 2006 | Deal Ya No Deal   | Himself   |
| 2009 | Sarkaar Ki Duniya | Himself   |

He broke all the records for getting the highest votes in any of the then reality shows. His charming looks and sincerity got his first Fame on TV.

## Filmografía
| Año  | Título   | Personaje |
| ---- | -------- | --------- |
| 2009 | Take Off |           |